# Tachydiopsis
Tachydiopsis är ett släkte av kräftdjur som beskrevs av Georg Ossian Sars 1911. Tachydiopsis ingår i familjen Tisbidae.
Släktet innehåller bara arten Tachydiopsis cyclopoides.